# Trần Khánh Đồng
Tần Khánh Đồng (chữ Hán: 秦慶童; bính âm: Qin Qingtong), còn dịch là Trần Khánh Đồng, là một nhân vật hư cấu trong tiểu thuyết lịch sử Tam Quốc diễn nghĩa của nhà văn La Quán Trung, trong tiểu thuyết này, Trần Khánh Đồng xuất hiện tại hồi 23 và là đầy tớ trong nhà của Quốc cữu Đổng Thừa. Trần Khánh Đồng là nhân vật đã mật báo cho Tào Tháo âm mưu ám sát ông này của một số viên quan trong triều và là nhân chứng quan trọng để Tào Tháo kết tội các quan lại có liên qua đến vụ mưu sát này.

## Câu chuyện

### Bất mãn và tố giác
Sau khi bàn bạc việc ám sát Tào Tháo xong, Đổng Thừa đi vào nhà trong, gặp ngay người đầy tớ của mình là Trần Khánh Đồng đang cùng người con gái hầu là Vân Anh (雲英) thì thầm nói chuyện với nhau trong xó tối. Đổng Thừa tức giận gọi tả hữu sai đem giết cả hai người. Phu nhân của Đổng Thừa can xin tha chết, chỉ đánh mỗi người bốn mươi trượng, rồi đem Trần Khánh Đồng giam vào trong buồng lạnh.
Trần Khánh Đồng bị đối xử như vậy thì tức lắm, nhân lúc đêm tối liền bẻ gãy khoá, nhảy qua tường ra ngoài, chạy tắt ngay đến phủ Tào Tháo cáo có việc cơ mật. Tháo gọi vào trong nhà kín gạn hỏi. Trần Khánh Đồng khai rằng: "Tôi thấy Vương Tử Phục, Ngô Tử Lan, Chủng Tập, Ngô Thạc, Mã Đằng, năm người ở trong phủ chủ tôi (Đổng Thừa), bàn việc bí mật, chắc là bày mưu hại thừa tướng. Chủ tôi đem một đoạn lụa trắng, không biết viết những gì. Mấy hôm nay Cát Bình cắn ngón tay ăn thề, tôi cũng trông thấy". Tào Tháo giấu Trần Khánh Đồng trong phủ. Đổng Thừa tưởng là Khánh Đồng trốn đi phương khác, cũng chẳng tìm bắt nên sự việc lặng đi.

### Đối chất
Sau khi biết được âm mưu, Tào Tháo đã tương kế tựu kế bắt Cát Bình, bắt Vương Tử Phục để xử tội, Vương Tử Phục không nhận thì Tào Tháo lại sai gọi Trần Khánh Đồng ra làm chứng để đối chất, ba mặt một lời. Vương Tử Phục hỏi rằng: "Mày trông thấy ở chỗ nào!". Trần Khánh Đồng đáp rằng: "Các người sáu người bí mật họp một chỗ viết chữ lên mảnh lụa, chối sao được!". Vương Tử Phục quay sang tố rằng: "Thằng này là đầy tớ thông dâm với nàng hầu của quốc cữu, vì phải đòn nên tức mà vu càn cho chủ, xin thừa tướng đừng nghe". Tuy vậy Tào Tháo đã sớm có chủ ý.
Sau đó Tào Tháo tiếp tục bắt Đổng Thừa đến tra hỏi và sai lính dẫn Trần Khánh Đồng vào. Tào Tháo hỏi: "Quốc cữu dễ cũng biết người này chứ?". Đông Thừa bất ngờ và giận la lên rằng: "Quân đầy tớ đi trốn sao lại về đây, nên đem giết đi!". Nhưng Tào Tháo nói: "Người ấy tố cáo kẻ làm phản, nay đến đối chứng, ai dám giết?". Giống như Vương Tử Phục, Đổng Thừa nói: "Sao thừa tướng lại để tai nghe lời một đứa đi trốn?" Tào Tháo nói: "Bọn Vương Tử Phục ta đã bắt cả, chúng đã cung xưng rõ ràng, mày còn chối à?" Lập tức sai tả hữu lôi Đổng Thừa xuống, cho lính vào khám xét chỗ buồng nằm, tìm được tờ mật chiếu khâu trong đai và tờ nghĩa trạng. Vụ việc đã được sáng tỏ.